# Associazione Calcio Verona 1947-1948
Questa voce raccoglie le informazioni riguardanti l'Associazione Calcio Verona nelle competizioni ufficiali della stagione 1947-1948.

## Rosa
| N. |                   | Ruolo | Calciatore         |
| -- | ----------------- | ----- | ------------------ |
|    | Italia (bandiera) | P     | Renato Catuzzi     |
|    | Italia (bandiera) | P     | Eros Lovo          |
|    | Italia (bandiera) | D     | Giuliano Albarello |
|    | Italia (bandiera) | D     | Bruno Facchin      |
|    | Italia (bandiera) | D     | Diego Fanin        |
|    | Italia (bandiera) | D     | Edoardo Veneri     |
|    | Italia (bandiera) | C     | Romolo Bizzotto    |
|    | Italia (bandiera) | C     | Camillo Fabbri     |
|    | Italia (bandiera) | C     | Luigi Fuin         |
|    | Italia (bandiera) | C     | Mario Gironi       |

| N. |                   | Ruolo | Calciatore      |
| -- | ----------------- | ----- | --------------- |
|    | Italia (bandiera) | C     | Eliseo Lodi     |
|    | Italia (bandiera) | C     | Sergio Sandrini |
|    | Italia (bandiera) | C     | Evelino Setti   |
|    | Italia (bandiera) | C     | Luigino Tessaro |
|    | Italia (bandiera) | C     | Elio Vaccari    |
|    | Italia (bandiera) | A     | Antonio Moro    |
|    | Italia (bandiera) | A     | Angelo Piccioli |
|    | Italia (bandiera) | A     | Sergio Sega     |
|    | Italia (bandiera) | A     | Luigi Turrini   |

## Risultati

### Campionato

#### Girone di andata
| 5 dicembre 1947 1ª giornata | Udinese | 1 – 0 | Verona |  |

| 21 settembre 1947 2ª giornata | Verona | 5 – 0 | Bolzano |  |

| 5 ottobre 1969 3ª giornata | Centese | 0 – 0 | Verona |  |

| 24 agosto 4ª giornata | Verona | 1 – 0 | Treviso |  |

| 12 ottobre 1947 5ª giornata | Pro Gorizia | 1 – 0 | Verona |  |

| 19 ottobre 1947 6ª giornata | Verona | 3 – 0 | Piacenza |  |

| 26 ottobre 1947 7ª giornata | Carrarese P. Binelli | 0 – 1 | Verona |  |

| 2 novembre 1947 8ª giornata | Verona | 4 – 0 | Parma |  |

| 19 dicembre 1965 9ª giornata | SPAL | 0 – 1 | Verona |  |

| 23 novembre 1947 10ª giornata | Suzzara | 1 – 1 | Verona |  |

| 30 novembre 1947 11ª giornata | Verona | 3 – 2 | Pistoiese |  |

| 7 dicembre 1947 12ª giornata | Verona | 1 – 1 | Prato |  |

| 5 maggio 1946 13ª giornata | Venezia | 0 – 1 | Verona |  |

| 20 ottobre 1946 14ª giornata | Verona | 1 – 0 | Cremonese |  |

| 4 gennaio 1948 15ª giornata | Mantova | 3 – 0 | Verona |  |

| 30 novembre 1975 16ª giornata | Verona | 0 – 0 | Padova |  |

| 5 ottobre 1947 17ª giornata | Verona | 1 – 0 | Reggiana |  |

#### Girone di ritorno
| 15 febbraio 1948 18ª giornata | Verona | 1 – 1 | Udinese |  |

| 22 febbraio 1948 19ª giornata | Bolzano | 1 – 1 | Verona |  |

| 29 febbraio 1948 20ª giornata | Verona | 5 – 0 | Centese |  |

| 7 marzo 1948 21ª giornata | Treviso | 1 – 3 | Verona |  |

| 14 marzo 1948 22ª giornata | Verona | 2 – 0 | Pro Gorizia |  |

| 21 marzo 1948 23ª giornata | Piacenza | 0 – 0 | Verona |  |

| 28 marzo 1948 24ª giornata | Verona | 2 – 1 | Carrarese P. Binelli |  |

| 11 aprile 1948 25ª giornata | Parma | 1 – 1 | Verona |  |

| 17 aprile 1948 26ª giornata | Verona | 2 – 1 | SPAL |  |

| 25 aprile 1948 27ª giornata | Verona | 3 – 1 | Suzzara |  |

| 2 maggio 1948 28ª giornata | Pistoiese | 0 – 2 | Verona |  |

| 9 maggio 1948 29ª giornata | Prato | 1 – 0 | Verona |  |

| 23 maggio 1948 30ª giornata | Verona | 1 – 1 | Venezia |  |

| 30 maggio 1948 31ª giornata | Cremonese | 3 – 1 | Verona |  |

| 6 giugno 1948 32ª giornata | Verona | 1 – 0 | Mantova |  |

| 13 giugno 1948 33ª giornata | Padova | 3 – 1 | Verona |  |

| 20 giugno 1948 34ª giornata | Reggiana | 1 – 1 | Verona |  |

## Statistiche

### Statistiche di squadra
| Competizione       | Punti | In casa | In casa | In casa | In casa | In casa | In casa | In trasferta | In trasferta | In trasferta | In trasferta | In trasferta | In trasferta | Totale | Totale | Totale | Totale | Totale | Totale | DR  |
| Competizione       | Punti | G       | V       | N       | P       | Gf      | Gs      | G            | V            | N            | P            | Gf           | Gs           | G      | V      | N      | P      | Gf     | Gs     | DR  |
| ------------------ | ----- | ------- | ------- | ------- | ------- | ------- | ------- | ------------ | ------------ | ------------ | ------------ | ------------ | ------------ | ------ | ------ | ------ | ------ | ------ | ------ | --- |
| Serie B - girone B | 46    | 17      | 13      | 4       | 0       | 36      | 8       | 17           | 5            | 6            | 6            | 14           | 17           | 34     | 18     | 10     | 6      | 50     | 25     | +25 |

### Statistiche dei giocatori
| Giocatore    | Serie B  | Serie B |
| Giocatore    | Presenze | Reti    |
| ------------ | -------- | ------- |
| G. Albarello | 12       | 0       |
| R. Bizzotto  | 31       | 3       |
| R. Catuzzi   | 31       | -21     |
| C. Fabbri    | 24       | 4       |
| B. Facchin   | 34       | 1       |
| D. Fanin     | 32       | 0       |
| L. Fuin      | 1        | 0       |
| M. Gironi    | 1        | 0       |
| E. Lodi      | 32       | 9       |
| E. Lovo      | 3        | -4      |
| A. Moro      | 12       | 1       |
| A. Piccioli  | 29       | 6       |
| S. Sandrini  | 32       | 0       |
| S. Sega      | 34       | 16      |
| E. Setti     | 3        | 0       |
| L. Tessaro   | 10       | 1       |
| L. Turrini   | 2        | 0       |
| E. Vaccari   | 29       | 7       |
| E. Veneri    | 22       | 0       |